# Нитиевские
Нитиевские (бел. Ніціе́ўскія) — деревня в Узденском районе Минской области Беларуси. В составе Озерского сельсовета.

## География
В 27 км до Узды, 29 км до Минска.

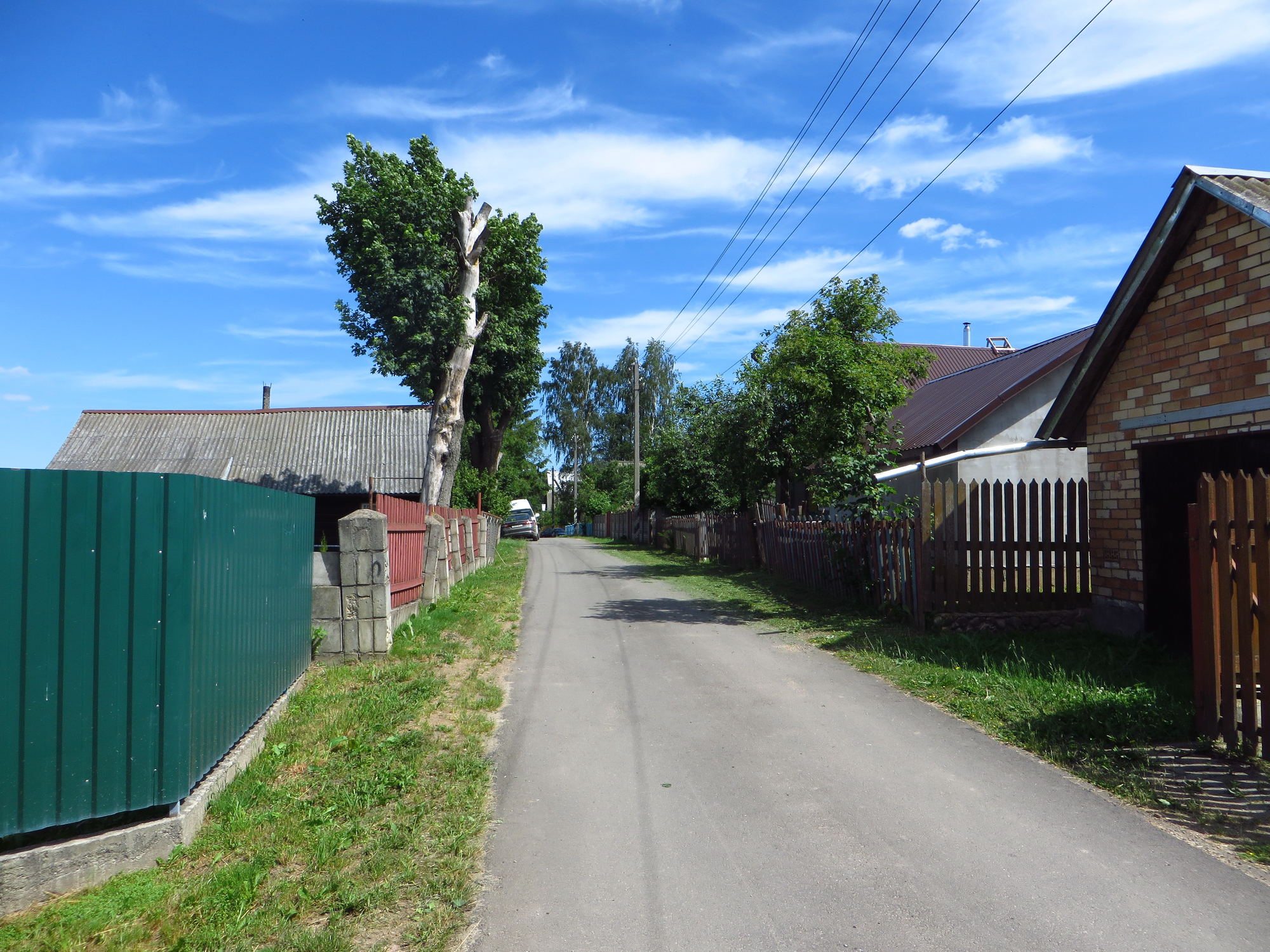

Ближайшие населённые пункты Боханы, Томашевичи и др.

## Население

### Численность
- 2019 год — 27 человек

### Динамика
- 1999 год — 38 человек (перепись населения)
- 2009 год — 16 человек (перепись населения)[2]
- 2019 год — 27 человек (перепись населения)

## Улицы
- Дубовая
- Солнечная
- Центральная